# نورثروپ ای‌کیوام-۳۵
نورثروپ ای‌کیوام-۳۵ (به انگلیسی: Northrop AQM-35) یک هواپیمای ساختِ کارخانهٔ نورثروپ در کشور ایالات متحده آمریکا است. نخستین استفاده‌کنندهٔ این هواپیما نیروی هوایی ایالات متحده آمریکا بوده‌است. این هواپیما برای نخستین بار در ۱ ژانویه ۱۹۵۶ میلادی مورد استفاده قرار گرفت.